# Zona interna bética
La zona interna engloba materiales de la Cordillera Bética que se depositaron sobre un sustrato que no pertenecía al bloque ibérico, es decir, que proviene de una zona lejana que no estaba unida a la península ibérica. Como no pertenecía al bloque ibérico, esta zona se localiza en un extremo de la península, al sureste, debido a que esta zona se fue desplazando hasta colisionar con el bloque ibérico. La unión de esta zona a la península provocó la deformación de la zona externa. Es una zona muy compleja geológica y tectónicamente, incluso hoy día no se tiene muy claro la procedencia paleogeográfica de estos materiales, por esto, las unidades geológicas no se denominan dominios, sino complejos. Estos complejos se formaron en áreas diferentes, pero las sucesivas deformaciones las han apilado unas sobre otras como mantos de corrimiento. En un corte transversal de la zona interna encontramos:
1. Complejo maláguide: en la parte superior.
2. Complejo alpujárride: en posición intermedia.
3. Complejo nevado-filábride: en la zona más profunda.

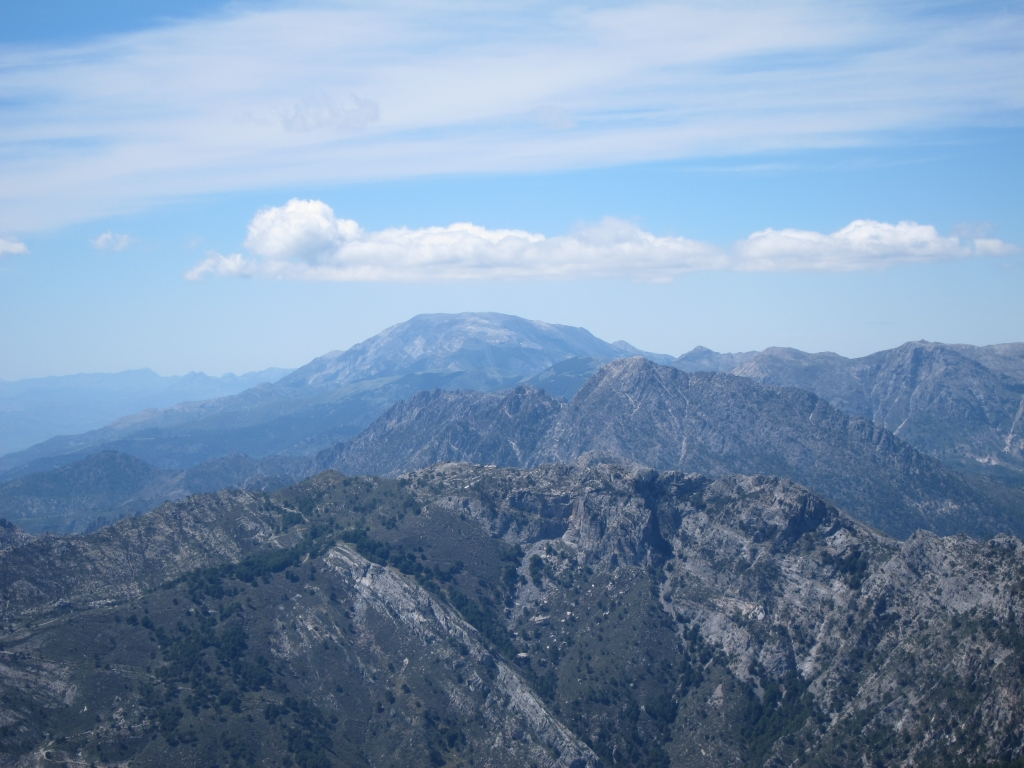
Sierra Almijara, alpujárrides orientales

Con esta disposición se puede entender que los materiales del maláguide sean los menos metamorfizados ya que se encuentran en la zona más superior y por tanto, más alejados de las altas temperaturas y presiones. Por ejemplo, dentro de los materiales maláguides no se observan mármoles, que proceden del metamorfismo de sedimentos calizos. En el caso del conjunto alpujárride podemos observar la presencia de mármoles en muchos afloramientos como los de la Sierra de Mijas o Sierra Blanca en Marbella e incluso peridotitas procedentes del manto en Ronda. Por último en el complejo nevado-filábride observamos que, derivado de su posición inferior en la zona interna, existen potentes estratos de mármoles (mármoles que forman los yacimientos de Macael) y esquistos, incluso con algunas intercalaciones de anfíboles, que ponen de manifiesto la existencia de magmas cercanos en el momento del depósito de los materiales.
Esta disposición, debido a las fuertes deformaciones, no siempre es fácil de observar en el campo, tienen una disposición caótica.
Además encontramos otro dominio o complejo denominado unidades frontales que se encuentran bordeando el exterior de la zona interna formando estructuras tectónicas complejas. Esta unidad está formada fundamentalmente por rocas calcáreas sin metamorfizar, que forman el afloramiento principal de la Sierra de las Nieves.

## Extensión geográfica
La zona interna se distribuye por la zona meridional de la Cordillera Bética, aproximadamente hasta Estepona y pasa por Ardales, el corredor de Colmenar-Periana y al norte de Sierra Tejeda (todo esto en la provincia de Málaga), una vez que entramos en la provincia de Granada, se dispone desde la propia Sierra Tejeda hasta Baza, pasando por Granada y Guadix, pasa por la zona de Vélez-Rubio y también aflora en Macael en Almería, al norte de Lorca en Murcia y termina en la provincia de Alicante. La zona interna presenta unos relieves más escarpados que las zonas adyacentes.

## Unidades geológicas
Las unidades geológicas, debido a las fuertes deformaciones sufridas, se denominan complejos. Los complejos que forman parte de la zona interna son:
1. Complejo maláguide: situado en la parte superior de la zona interna. Destacan las formaciones de los Montes de Málaga y las estribaciones de las sierras costeras occidentales de la provincia de Málaga.
2. Complejo alpujárride: que ocupa la zona intermedia. Se pueden localizar formando las masas centrales de las sierras costeras occidentales malagueñas, además de Sierra Tejeda y Sierra Almijara.
3. Complejo nevado-filábride: en la parte más profunda. Forma casi exclusivamente Sierra Nevada y la Sierra de los Filabres.
4. Unidades frontales: se encuentran en los bordes de la zona interna. Destaca la formación de la Sierra de las Nieves.

- Datos: Q6171685